# 市原淳
市原 淳（いちはら あつし、1977年2月6日 - ）は、日本の政治家、薬剤師。千葉県茂原市長（1期）。元千葉県議会議員（2期）。

## 経歴
千葉県茂原市出身。茂原市立茂原小学校、茂原市立茂原中学校、千葉県立長生高等学校を経て、帝京大学薬学部を卒業する。卒業後は東京大学医学部附属病院薬剤部研修を修了した。修了後は早期胃癌検診協会中央診療所、アインファーマシーズ（旧アインメディカルシステムズ）に勤務した後、帰郷し、株式会社市原薬局代表取締役となる。
2019年の千葉県議会議員選挙に無所属で立候補し当選。2023年の県議会議員選挙は自由民主党公認で再選。
2023年12月25日、翌年の茂原市長選挙への立候補を表明。2024年4月の茂原市長選では、現職の田中豊彦との自民党県議経験者同士の一騎討ちとなり、自民党・公明党県支部は自主投票とした。市原陣営には石井準一・臼井正一両参議院議員や石破茂衆議院議員が応援に駆け付けた一方、田中陣営は森英介衆議院議員や連合千葉が支援。保守系を中心に市議はほぼ二分する激しい保守分裂選挙となり、投開票の結果、市原が初当選した。